# Yves Leterme
Yves Camille Desiré Leterme (Wervik, 6 d'octubre de 1960) és un polític belga 
Abans d'això havia estat president de Flandes del 20 de juliol de 2004 al 26 de juny de 2007. De pare való i mare flamenca, és militant del partit catòlic CD&V. És llicenciat en dret i ciències polítiques i té tres fills.

### Primer ministre
Fou el primer ministre de Bèlgica del 20 de març de 2008 fins al 19 de desembre del mateix any, i va haver de dimitir quan el president de la Tribunal de Cassació, la instància judicial superior de Bèlgica va escriure una carta al president de la cambra baixa per a explicar que va sospitar-lo d'interferència política al plet dels accionistes petits contra l'estat belga al cas de la venda de la banca Fortis a la banca francesa Paribas-BNP. Aquesta sospita de violació del principi de la separació de poders li va ser fatal.
Després de tornar al govern com a Ministre d'Afers Exteriors, fou tornat a nomenar Primer Ministre el 25 de novembre de 2009 amb l'elecció de Herman Van Rompuy com a President del Consell Europeu. sent rellevat en el càrrec de primer ministre per Yves Leterme. Cinc mesos després de ser elegit líder de l'Open VLD Alexander De Croo va amenaçar amb retirar de la coalició de govern al seu partit si no hi havia solució a la disputa constitucional en la qüestió de la votació Brussel·les-Halle-Vilvoorde, i passat el termini, el partit va abandonar el govern, que va caure. Leterme va romandre com a primer ministre interí, però el 13 de setembre de 2011 va anunciar que deixaria el càrrec a finals d'any per ocupar el càrrec de secretari general adjunt de l'Organització per a la Cooperació i el Desenvolupament Econòmic (OCDE). El 6 de desembre de 2011 Leterme va ser finalment succeït com a primer ministre per Elio Di Rupo.